# Lịch sử pháp lý
Lịch sử pháp lý hay lịch sử luật pháp là nghiên cứu về cách mà luật pháp đã tiến hóa và lý do tại sao nó thay đổi. Lịch sử pháp lý gắn liền với sự phát triển của nền văn minh và hoạt động trong bối cảnh rộng lớn hơn của lịch sử xã hội. Một số nhà pháp lý và lịch sử luật pháp đã coi lịch sử pháp lý là việc ghi chép sự tiến hóa của các quy luật và giải thích kỹ thuật về cách những quy luật này đã tiến hóa với quan điểm hiểu rõ hơn về nguồn gốc của các khái niệm pháp lý; một số người coi lịch sử pháp lý là một nhánh của lịch sử trí tuệ. Các nhà sử học thế kỷ 20 đã nhìn nhận lịch sử pháp lý theo một cách tiếp cận nhiều ngữ cảnh hơn - nhiều hơn là theo suy nghĩ của sử học xã hội. Họ đã xem xét các cơ sở pháp lý như những hệ thống phức tạp của quy tắc, người chơi và biểu tượng và đã nhìn thấy những yếu tố này tương tác với xã hội để thay đổi, thích nghi, chống lại hoặc thúc đẩy một số khía cạnh của xã hội dân sự. Những nhà lịch sử pháp lý như vậy đã có xu hướng phân tích lịch sử vụ án từ các tham số của khoa học xã hội tìm hiểu, sử dụng phương pháp thống kê, phân tích phân biệt lớp giữa các đương sự, người yêu cầu và các người chơi khác trong các quy trình pháp lý khác nhau. Bằng cách phân tích kết quả vụ án, chi phí giao dịch và số lượng vụ việc đã giải quyết, họ đã bắt đầu phân tích về các cơ sở pháp lý, thực hành, thủ tục và bản tóm tắt mà đưa ra hình ảnh phức tạp hơn về luật pháp và xã hội so với việc nghiên cứu triết học pháp lý, pháp lý học và bộ luật dân sự có thể đạt được.

## Thế giới cổ đại
Luật pháp Ai Cập cổ đại, có từ khoảng 3000 TCN, dựa trên khái niệm Ma'at, và được đặc trưng bởi truyền thống, hùng biện, sự bình đẳng xã hội và công bằng. Đến thế kỷ 22 TCN, Ur-Nammu, một vị lãnh đạo Sumer cổ đại, đã xây dựng bộ luật đầu tiên còn tồn tại, bao gồm các câu lệnh theo trường hợp ("nếu... thì..."). Vào khoảng năm 1760 TCN, Vua Hammurabi đã phát triển thêm luật Babylon, bằng cách mã hóa và khắc vào đá. Hammurabi đặt một số bản sao của bộ luật của mình khắp vương quốc Babylon dưới dạng stelae, để toàn bộ công chúng có thể thấy; điều này sau đó được biết đến với tên là Codex Hammurabi. Bản sao đầy đủ nhất của những stelae này đã được phát hiện trong thế kỷ 19 bởi các nhà Assyri học người Anh, và từ đó đã được phiên âm hoàn toàn và dịch sang nhiều ngôn ngữ khác nhau, bao gồm tiếng Anh, tiếng Đức và tiếng Pháp. Người Hy Lạp cổ đại không có một từ duy nhất cho "luật" như một khái niệm trừu tượng, mà giữ nguyên sự phân biệt giữa luật pháp thiên nhiên (thémis), sắc lệnh con người (nomos) và phong tục (díkē). Tuy nhiên, Luật Hy Lạp cổ đại đã chứa những đổi mới hiến pháp lớn trong sự phát triển của dân chủ.

## Nam Á

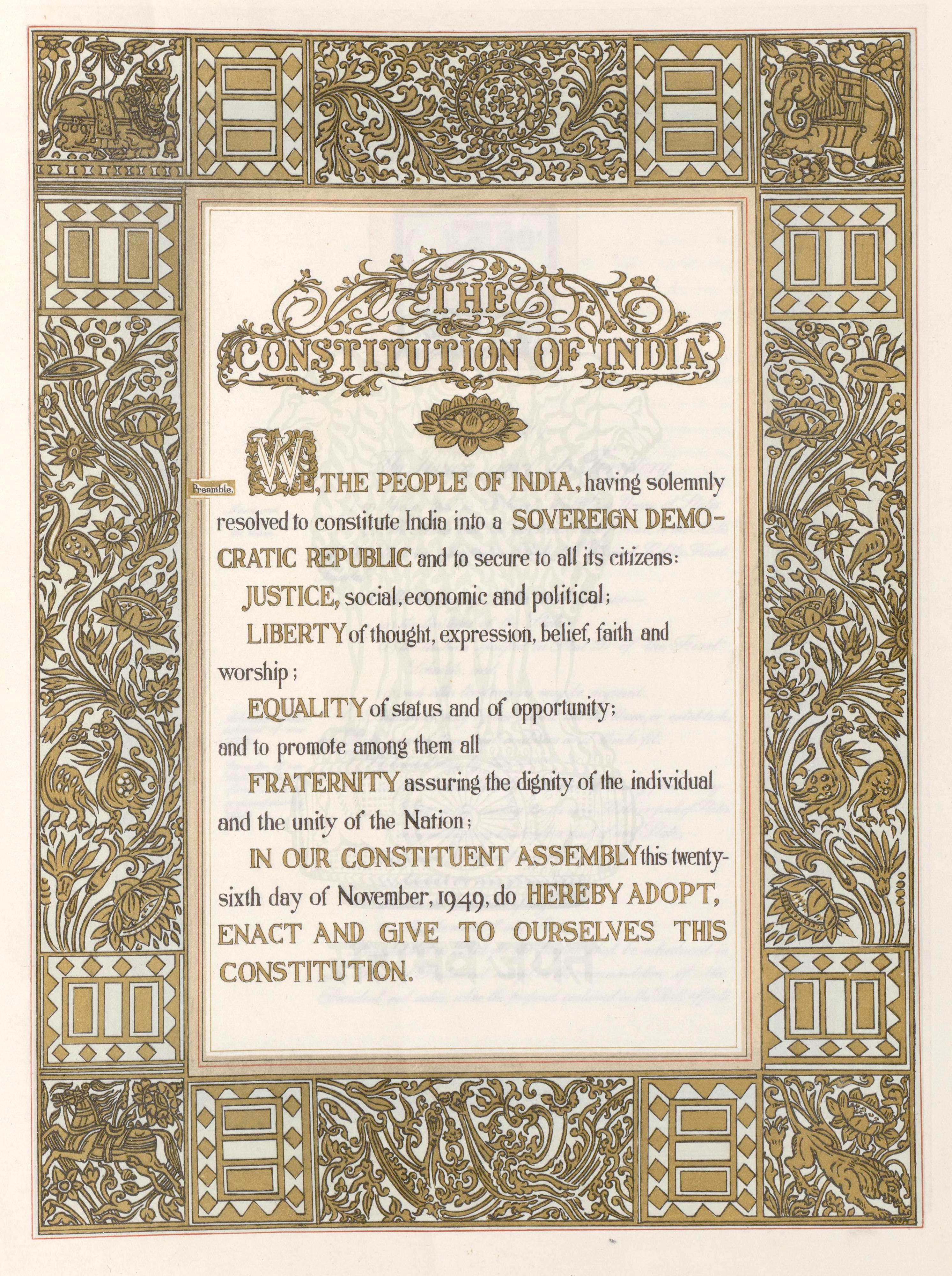
Hiến pháp của Ấn Độ là hiến pháp viết dài nhất cho một quốc gia, chứa 444 điều khoản, 12 lịch trình, nhiều sửa đổi và 117.369 từ

Ấn Độ cổ đại và Trung Quốc đại diện cho những truyền thống pháp lý riêng biệt, và từ lâu có các trường phái lý thuyết và thực hành pháp lý độc lập. Arthashastra, được viết từ năm 400 TCN, và Manusmriti từ năm 100 TCN đã là những tác phẩm có ảnh hưởng ở Ấn Độ, các văn bản này được coi là chỉ dẫn pháp lý có uy tín. Triết lý trung tâm của Manu là sự dung thứ và đa dạng, và đã được trích dẫn khắp Đông Nam Á. Trong suốt quá trình Xâm lược Hồi giáo ở tiểu lục địa Ấn Độ, sharia đã được thiết lập bởi các sultanate và đế chế Hồi giáo, đặc biệt là Đế quốc Mughal's Fatawa-e-Alamgiri, được biên soạn bởi hoàng đế Aurangzeb và các học giả Hồi giáo khác. Sau thời kỳ thực dân của Anh, truyền thống Hindu, cùng với luật Hồi giáo, đã được thay thế bằng luật phổ thông khi Ấn Độ trở thành một phần của Đế chế Anh. Malaysia, Brunei, Singapore và Hồng Kông cũng áp dụng luật phổ thông.

## Đông Á
Truyền thống pháp luật Đông Á phản ánh một sự kết hợp độc đáo giữa các ảnh hưởng tôn giáo và thế tục. Nhật Bản là quốc gia đầu tiên bắt đầu hiện đại hóa hệ thống pháp luật của mình theo hướng phương Tây, bằng cách nhập khẩu một số phần của Luật dân sự Pháp, nhưng chủ yếu là Luật Dân sự Đức. Điều này phần nào phản ánh tầm quan trọng của Đức trong những năm cuối thế kỷ XIX. Tương tự, pháp luật truyền thống Trung Quốc đã nhượng chỗ cho việc hiện đại hóa trong những năm cuối thời kỳ đường Thanh dưới hình thức sáu bộ luật dân sự dựa chủ yếu vào mô hình pháp luật Đức của Nhật Bản. Ngày nay, pháp luật Đài Loan giữ sự tương quan gần nhất với các sự pháp từ giai đoạn đó, bởi vì sự chia rẽ giữa các người dân quốc gia của Chiang Kai-shek, đã trốn thoát đến đó, và của Mao Zedong, đã giành được quyền kiểm soát lục địa vào năm 1949. Cơ sở pháp lý hiện nay tại Cộng hòa Nhân dân Trung Hoa đã được ảnh hưởng nặng nề bởi pháp luật Xã hội của Liên Xô, bất kể chúng thực chất làm phát triển pháp luật hành chính ở mức độ bỏ lỡ quyền của pháp luật dân sự. Tuy nhiên, ngày nay, do quá trình công nghiệp hóa nhanh chóng, Trung Quốc đã đang cải cách, ít nhất là về quyền kinh tế (nếu không tính đến quyền xã hội và chính trị). Luật hợp đồng mới năm 1999 đã đại diện cho một bước ngoặt xa rời sự thống trị của quản trị hành chính. Ngoài ra, sau cuộc đàm phán kéo dài mười lăm năm, vào năm 2001, Trung Quốc đã gia nhập Tổ chức Thương mại Thế giới.
- Yassa của Đế quốc Mông Cổ

## Pháp luật Hội thánh
Lịch sử pháp luật của Hội thánh Công giáo là lịch sử của pháp luật giáo hội Công giáo, hệ thống pháp luật liên tục hoạt động lâu nhất ở phương Tây. Pháp luật giáo hội phát sinh muộn hơn pháp luật La Mã nhưng cổ xưa hơn các truyền thống pháp luật dân sự châu Âu hiện đại. Sự trao đổi văn hóa giữa pháp luật thế tục (La Mã/Ba tư) và pháp luật tôn giáo (pháp luật giáo hội) tạo nên jus commune và ảnh hưởng rất lớn đến cả pháp luật dân sự và pháp luật thông thường.
Lịch sử pháp luật Latin pháp luật giáo hội có thể chia thành bốn giai đoạn: jus antiquum, jus novum, jus novissimum và Mã Luật Pháp luật. Liên quan đến Mã luật, lịch sử có thể chia thành jus vetus (mọi luật trước Mã luật) và jus novum (luật của Mã luật, hoặc jus codicis). pháp luật giáo hội Đông phương phát triển riêng biệt.
Vào thế kỷ 20, pháp luật giáo hội được codified tổng thể. Ngày 27 tháng 5 năm 1917, Giáo hoàng Benedict XV đã codified 1917 Mã Luật Pháp luật giáo hội.
John XXIII, cùng với ý định triệu tập Hội đồng Vatican II, đã thông báo ý định sửa đổi pháp luật giáo hội, dẫn đến 1983 Mã Luật Pháp luật giáo hội, ban hành bởi John Paul II vào ngày 25 tháng 1 năm 1983. John Paul II cũng đưa ra một kết luận cho quá trình dài codifying pháp luật giáo hội Đông phương chung cho tất cả 23 sui juris Đông phương giáo hội Công giáo vào ngày 18 tháng 10 năm 1990 bằng cách ban hành Mã Luật Pháp luật giáo hội Đông phương.

## Pháp luật Hồi giáo
Một trong những hệ thống pháp luật lớn phát triển trong thời Trung Cổ là pháp luật Hồi giáo và pháp lý học. Một số cơ quan pháp luật quan trọng đã được phát triển bởi các nhà lãnh đạo Hồi giáo trong thời kỳ cổ điển của pháp luật Hồi giáo và Fiqh. Một trong những cơ quan như vậy là Hawala, một hệ thống chuyển giao giá trị giới hạn chuyển tiền phi chính thức sớm được đề cập trong các văn bản của pháp lý học Hồi giáo cùng với những năm 8th century. Hawala sau này cũng ảnh hưởng đến sự phát triển của Aval trong pháp luật dân sự Pháp và Avallo trong pháp luật Italy.

## Pháp luật châu Âu

### Đế chế La Mã
Pháp luật La Mã đã bị ảnh hưởng mạnh bởi các giảng dạy Hy Lạp. Nó tạo thành sự nối liền với thế giới pháp lý hiện đại, qua các thế kỷ giữa sự tăng trưởng và suy thoái của Đế chế La Mã. Pháp luật La Mã, trong thời kỳ của Cộng hòa La Mã và Đế chế, đã chịu ảnh hưởng mạnh mẽ về thủ tục và không có một tầng lớp pháp lý chuyên nghiệp. Thay vào đó, một người ngoài (iudex) được chọn để phân xử. Các tiền lệ không được báo cáo, vì vậy mọi trường hợp phát triển đều được che giấu và gần như không thể nhận ra. Mỗi trường hợp phải được quyết định lại từ luật của nhà nước, điều phản ánh (lý thuyết) tính không quan trọng của quyết định của các thẩm phán đối với các trường hợp tương lai trong các hệ thống pháp luật dân sự ngày nay. Trong thế kỷ 6 sau Công nguyên ở Đông La Mã, Hoàng đế Justinian đã codify và tổng hợp các luật pháp đã tồn tại ở La Mã để những gì còn lại là một phần 20 của khối lượng văn bản pháp lý từ trước. Điều này trở thành được biết đến với tên gọi Corpus Juris Civilis. Như một nhà lịch sử pháp luật đã viết, "Justinian có ý định nhìn lại kỷ nguyên vàng của pháp luật La Mã và nhằm khôi phục nó lên đỉnh cao mà nó đã đạt ba thế kỷ trước đó."

### Thời Trung Cổ

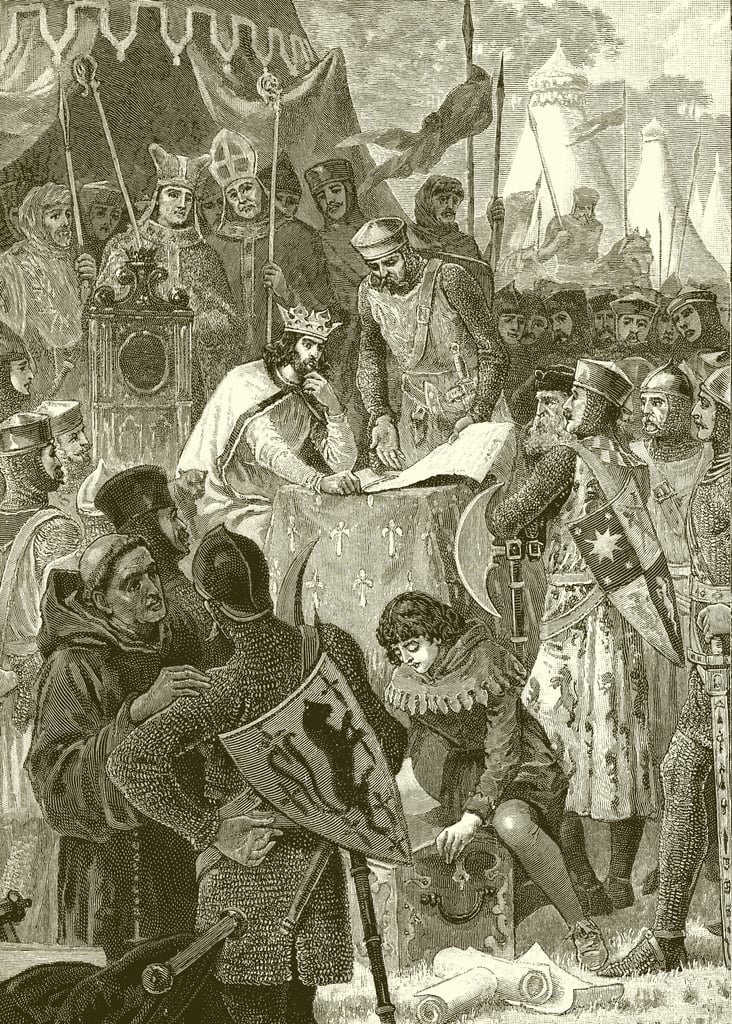
Vua John của Anh ký Magna Carta

Trong Đế quốc Byzantine, Đạo Luật Justinian được mở rộng và tiếp tục có hiệu lực cho đến khi Đế chế suy tàn, mặc dù nó không bao giờ được giới thiệu chính thức vào phương Tây. Thay vào đó, sau khi Đế chế phương Tây suy tàn và tại các quốc gia La Mã trước đây, các tầng lớp cai trị phụ thuộc vào Đạo Luật Theodosian để cai trị dân địa phương và pháp luật tập quán Germanic cho người di cư Germanic - một hệ thống được biết đến với tên gọi là quyền dân - cho đến khi hai luật hòa quyện vào nhau. Vì hệ thống tòa án La Mã đã bị đổ sập, các tranh chấp pháp lý được phán xét theo tập quán Germanic bởi các cuộc họp của những người học làm luật trong các nghi lễ nghiêm khắc và trong phiên điều trần bằng lời nói dựa nặng vào bằng chứng.
Sau khi phần lớn phương Tây được kết hợp lại dưới triều đại Charlemagne, pháp luật trở nên tập trung nhằm củng cố hệ thống tòa án hoàng gia và do đó luật tòa án, và bãi bỏ quyền dân. Tuy nhiên, sau khi vương quốc của Charlemagne chia tách rõ rệt, châu Âu trở thành một xã hội phong kiến và pháp luật thường không được cai trị ở trên cấp hạt, đô thị hoặc chủ lãnh đạo, tạo ra một nền văn hóa pháp luật rất phi tập trung ưa thích sự phát triển của pháp luật tập quán dựa trên luật tùy chỉnh địa phương. Tuy nhiên, vào thế kỷ 11, các chiến binh thập tự chinh, sau khi đã cướp bóc Đế chế Byzantine, trở về với các văn bản pháp lý Byzantine bao gồm Đạo Luật Justinian, và các học giả tại Đại học Bologna là người đầu tiên sử dụng chúng để diễn giải các luật tùy chỉnh của họ. Các học giả pháp lý châu Âu thời Trung Cổ đã bắt đầu nghiên cứu Pháp luật La Mã và sử dụng các khái niệm của nó và đã chuẩn bị đường cho sự tái sinh một phần của Pháp luật La Mã thành pháp luật dân sự hiện đại ở một phần lớn thế giới. Tuy nhiên, có rất nhiều sự chống đối nên pháp luật dân sự cạnh tranh với pháp luật tùy chỉnh trong phần lớn thời Trung Cổ muộn.
Sau khi xâm chiếm Norman Anh, giới quan tối cao của vua Anh đã phát triển một tập hợp tiền lệ đã trở thành luật thông thường. Đặc biệt, Henri II đã thực hiện cải cách pháp luật và phát triển một hệ thống tòa án hoàng gia do một số ít thẩm phán sống tại Westminster và di chuyển khắp vương quốc. Henri II cũng đưa ra Đạo Luật Clarendon vào năm 1166, cho phép xử án bởi hội đồng xét xử và giảm số lượng phiên tòa tranh đấu. Louis IX của Pháp cũng thực hiện cải cách pháp luật quan trọng và, được truyền cảm hứng từ thủ tục tòa án hội thánh, mở rộng bằng chứng văn bản Pháp luật Canôn và hệ thống xét xử bằng chứng. Ngoài ra, các thẩm phán không còn di chuyển khắp địa bàn mà cố định ở các khu vực của họ và người xét xử được đề cử bởi các bên tham gia vào tranh chấp pháp lý thay vì bởi thuế phải. Ngoài ra, vào thế kỷ 10, Luật Thương nhân, được thành lập ban đầu dựa trên tập quán thương mại Châu Âu Bắc của người Scandinavian, sau đó được củng cố bởi Liên minh Hansa, hình thành để các nhà buôn có thể thương mại sử dụng các tiêu chuẩn quen thuộc, thay vì rất nhiều loại pháp luật địa phương phân mảnh - thủ tục pháp luật. Là tiền thân của pháp luật thương mại hiện đại, Luật Thương nhân nhấn mạnh tự do hợp đồng và tính chất chuyển nhượng tài sản.

### Pháp luật chÂu Âu hiện đại
Hai truyền thống pháp luật Châu Âu hiện đại chính là hệ thống pháp luật được viết thành mã của hầu hết Châu Âu lục địa, và truyền thống Anh dựa trên pháp lệnh tư pháp.
Khi chủ nghĩa dân tộc trở nên mạnh mẽ vào thế kỷ 18 và 19, lex mercatoria được hội nhập vào pháp luật địa phương của các quốc gia dưới các mã dân sự mới. Trong số đó, Mã Napoleon của Pháp và Bürgerliches Gesetzbuch của Đức trở nên có ảnh hưởng nhất. Khác với pháp luật tư pháp Anh, gồm những quyển sách về pháp lệnh tư pháp, mã trong những cuốn sách nhỏ dễ xuất khẩu và dễ áp dụng cho các thẩm phán. Tuy nhiên, ngày nay có dấu hiệu cho thấy pháp luật dân sự và tư pháp đang hội tụ. Pháp luật Liên minh chÂu Âu được viết thành hiệp định, nhưng phát triển thông qua tiền lệ được thiết lập bởi Tòa án Công lý chÂu Âu.

## Pháp luật chÂu Phi
Hệ thống pháp luật chÂu Phi dựa trên pháp luật tư pháp và dân sự. Nhiều hệ thống pháp luật ở chÂu Phi dựa trên phong tục và truyền thống dân tộc trước khi bị thuộc địa thống trị hệ thống ban đầu của họ. Nhân dân lắng nghe ý kiến của người lớn và phụ thuộc vào họ như người trung gian trong khi xảy ra tranh chấp. Một số quốc gia không lưu giữ hồ sơ viết, vì luật của họ thường được truyền miệng. Trong Đế quốc Mali, Kouroukan Fouga, được công bố vào 1222-1236 sau CN là hiến pháp chính thức của nhà nước. Nó quy định các quy định trong cả hai vấn đề hiến pháp và dân sự. Các quy định của hiến pháp vẫn được truyền tải đến ngày nay bởi các griots dưới tuyên thệ. Trong thời kỳ thuộc địa, chính quyền ở chÂu Phi phát triển hệ thống pháp luật chính thức được gọi là Các Tòa án Bản địa. Sau khi thuộc địa, các tôn giáo chủ yếu đã ở lại là Đạo Phật, Đạo Hindu và Đạo Do Thái.

## Hoa Kỳ
Hệ thống pháp luật Hoa Kỳ phát triển chủ yếu từ hệ thống pháp luật tư pháp Anh (ngoại trừ tiểu bang Louisiana, tiếp tục tuân theo hệ thống dân sự Pháp sau khi được công nhận là một tiểu bang). Một số khái niệm từ pháp luật Tây Ban Nha, như đạo ngược đặt trước và tài sản cộng đồng, vẫn tồn tại ở một số tiểu bang Hoa Kỳ, đặc biệt là các tiểu bang đã là phần của Đất Tặc Mexico vào năm 1848.
Dưới nguyên tắc liên bang chủ nghĩa, mỗi tiểu bang có hệ thống tòa án riêng biệt, và có quyền lập pháp trong các lĩnh vực không được dành riêng cho chính phủ liên bang.